# Seznam biskupů a arcibiskupů New Yorku

## Biskupové New Yorku

1.Richard Luke Concanen, O.P. (1808–1810)
2.John Connolly, O.P. (1814–1825)
3.John Dubois, P.S.S. (1826–1842)
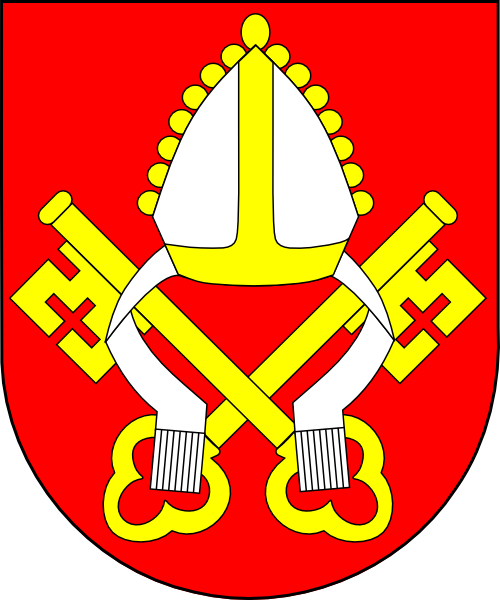
4.John Joseph Hughes První arcibiskup (1842–1850)

## Arcibiskupové New Yorku

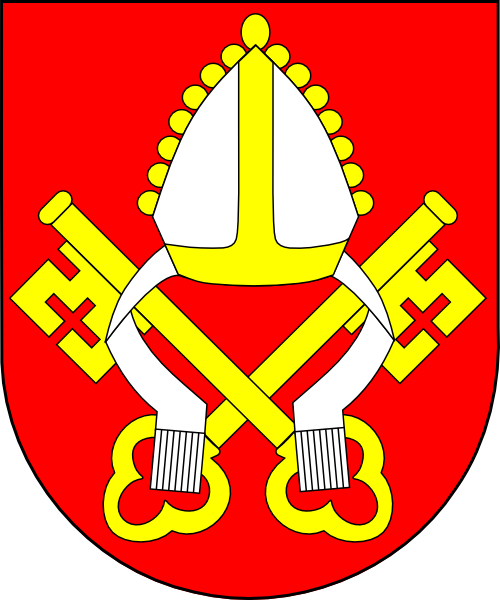
1.John Joseph Hughes (1850–1864)
2.John kardinál McCloskey (1864–1885)
3.Michael Augustine Corrigan (1885–1902)
4.John kardinál Murphy Farley (1902–1918)
5.Patrick kardinál Hayes (1919–1938)
6.Francis Joseph kardinál Spellman (1939–1967)
7.Terence James kardinál Cooke (1968–1983)
8.John Joseph kardinál O'Connor (1984–2000)
9.Edward Michael kardinál Egan (2000–2009)
10.Timothy Michael kardinál Dolan (2009–současnost)

## Pomocní biskupové New Yorku

1.John Murphy Farley Později arcibiskup a kardinál (1895–1902)
2.Thomas Francis Cusack Později biskup Albany (1904–1915)
3.Patrick Hayes Později arcibiskup a kardinál (1914–1919)
4.John Joseph Dunn (1921–1933)
5.Stephen Joseph Donahue (1934–1972)
6.James Francis McIntyre Později arcibiskup Los Angeles a kardinál (1940–1946)
7.Joseph Patrick Donahue (1945–1959)
8.Thomas John McDonnell Později biskup koadjutor Wheelingu (1947–1951)
9.Joseph Francis Flannelly (1948–1969)
10.Fulton John Sheen Později biskup Rochester a titulární arcibiskup Newportu (1951–1966)
11.Walter Philip Kellenberg Později biskup Ogdensburgu a Rockville Centre (1953–1954)
12.Edward Vincent Dargin (1953–1973)
13.Joseph Maria Perniconen (1954–1978)
14.James Henry Ambrose Griffiths (1955–1964)
15.John Michael Fearns (1957–1972)
16.John Joseph Maguire Později arcibiskup koadjutor New Yorku a titulární arcibiskup Tabalty (1959–1965)
17.Edward Ernest Swanstrom (1960–1978)
18.James Edward McManus, CSSR (1963–1970)
19.George Henry Guilfoyle Později biskup Camden (1964–1968)
20.Terence James Cooke Později arcibiskup a kardinál (1965–1968)
21.Edwin Bernard Broderick Později biskup Albany (1967–1969)
22.Edward Dennis Head Později biskup Buffalo (1970–1973)
23.Patrick Vincent Ahern (1970–1994)
24.James Patrick Mahoney (1972–1997)
25.Anthony Francis Mestice (1973–2001)
26.Theodore Edgar McCarrick (1977–1981) Později arcibiskup Newark a Washingtonu,kardinál
27.Austin Bernard Vaughan (1977–2000)
28.Francisco Garmendia Ayestarán (1977–2001)
29.Joseph Thomas O’Keefe Později biskup Syracuse (1982–1987)
30.Emerson John Moore (1982–1995)
31.Edward Michael Egan Později arcibiskup a kardinál (1985–1988)
32.William Jerome McCormack (1986–2001)
33.Patrick Joseph Thomas Sheridan (1990–2001)
34.Henry Joseph Mansell Později arcibiskup Hartford (1992–1995)
35.Edwin Frederick O'Brien Později arcibiskup Baltimore a kardinál (1996–1997)
36.Robert Anthony Brucato (1997–2006)
37.James Francis McCarthy (1999–2002)
38.Timothy Anthony McDonnell Později biskup Springfield in Massachusetts (2001–2004)
39.Dennis Joseph Sullivan Později biskup Camden (2004–2013)
40.Josu Iriondo (2001–současnost)
41.Dominick John Lagonegro (2001–současnost)
42.Gerald Thomas Walsh (2004–současnost)